# Pilar Hidalgo (atlete)
Pilar Hidalgo Iglesias (Cee, 3 mei 1979) is een Spaans triatlete en aquatlete. Ze werd wereldkampioene op de aquatlon. Haar beste prestatie op de triatlon is een derde plaats op het Europees kampioenschap.
Hidalgo deed mee aan de Olympische Zomerspelen 2004 in Athene. Ze behaalde daar een 13e plaats met een tijd van 2:07.37,34.
Hij is aangesloten bij Fluvial de Lugo.

## Titels
- Wereldkampioene aquatlon - 2000
- Spaans kampioene triatlon op de olympische afstand - 2003, 2004
- Spaans kampioene aquatlon - 1999, 2002, 2003, 2008

## Palmares

### aquatlon
- 2000:  WK

### triatlon
- 2000:  /  ITU wereldbekerwedstrijd in Cancún
- 2000:  ITU wereldbekerwedstrijd in Tokio
- 2000: 5e ITU wereldbekerwedstrijd in Tiszaujvaros
- 2000: 7e EK olympische afstand in Stein - 2:10.11
- 2001: 10e ITU wereldbekerwedstrijd in Ishigaki
- 2001: 37e WK olympische afstand in Edmonton - 2:08.08
- 2002: 17e EK olympische afstand in Györ - 2:01.41
- 2003:  ITU wereldbekerwedstrijd in Madrid
- 2003:  ITU wereldbekerwedstrijd in Athene
- 2003: 5e ITU wereldbekerwedstrijd in Geelong
- 2003: 6e ITU wereldbekerwedstrijd in Madeira
- 2003: 7e ITU wereldbekerwedstrijd in Tiszaujvaros
- 2003: 18e EK olympische afstand in Karlovy Vary - 2:14.33
- 2003: 22e WK olympische afstand in Queenstown -2:11.27
- 2004:  ITU wereldbekerwedstrijd in Tiszaujvaros
- 2004:  ITU wereldbekerwedstrijd in Hamburg
- 2004:  EK olympische afstand in Valencia - 1:58.09
- 2004: 19e WK olympische afstand in Funchal - 1:55.48
- 2004: 13e Olympische Spelen van Athene -2:07.37,34
- 2007: 10e ITU wereldbekerwedstrijd in Rodos
- 2008: 13e ITU wereldbekerwedstrijd in Hamburg

1998: Rina Hill ·
1999: Rina Hill ·
2000: Pilar Hidalgo ·
2001: Siri Lindley ·
2002: Sandra Soldan ·
2003: Carla Moreno ·
2004: Samantha Warriner ·
2005: Sheila Taormina ·
2006: Sara McLarty ·
2007: Sarah Groff ·
2008: Claudia Rivas ·
2009: Samantha Warriner ·
2010: Margit Vanek ·
2011: Liz May ·
2012: Nicky Samuels ·
2013: Irina Abysova ·
2014: Anneke Jenkins ·
2015: Anastasia Abrosimova